# Apoštolský vizitátor
Apoštolský vizitátor (z latinského visitator, česky 'návštěvník') je papežem jmenovaný úředník, který má zvláštní a rozsáhlé pravomoci. Podle kanonického práva jsou vyšetřovaní povinni „spolupracovat s vizitátorem v duchu důvěry a pravdivě odpovídat na zákonné otázky“.

## Poslání a působení apoštolského vizitátora
Jmenování apoštolského vizitátora pro celou diecézi znamená, že vizitátor má z pověření papeže přezkoumat celý chod úřadu diecézního biskupa i všech diecézních institucí. Konkrétní pravomoci apoštolského vizitátora jsou uvedeny ve jmenovacím listě. Obecnou úpravu úkolů a pravomocí v kanonickém právu nenajdeme. Vizitátor je odpovědný pouze papeži. Vizitace neomezuje výkon úřadu navštíveného biskupa. Pokud se to ukáže jako nezbytné, může papež po zprávě vizitátorů přijmout další opatření. Neoficiálně je apoštolská vizitace považována za první známku nedůvěry v diecézního biskupa, ve skutečnosti však může mít vizitace pouze za cíl shromáždit další nezávislé informace o stavu věcí. Apoštolští vizitátoři mohou být také jmenováni pro papežské vizitace řeholních kongregací a klášterů nebo jiných církevních institucí.

## Návštěva
Vizitace jsou v zásadě součástí církevní rutiny: farnosti pravidelně navštěvuje jejich biskup – nebo jeden z jeho zástupců. Mnišské komunity a další větve řeholních řádů jsou v určitých intervalech, které jsou upraveny v jejich stanovách, navštěvovány vyššími představenými (odpovědným opatem, provinciálem nebo generálním představeným). Cílem těchto vizitací je posílit společenství a kongregace v jejich pastorační horlivosti a apoštolském postoji, vyjasnit nevyjasněné věcné a personální otázky nebo také zajistit nápravu.
Cílem apoštolské vizitace je zjistit konkrétní poměry v navštívené diecézi, její části nebo navštíveném společenství. Vizitátor musí zejména zjistit strukturální a personální problémy, které existují ve vedení diecéze a ve vedení semináře, a v případě potřeby připravit rozhodnutí Apoštolského stolce.